# وزارة الإدارة المحلية والبيئة (سوريا)
وزارة الإدارة المحلية والبيئة هي الوزارة المعنية عبر قانون الإدارة المحلية بتطبيق لامركزية السلطات والمسؤوليات وتركيزها في أيدي فئات الشعب، وإيجاد وحدات إدارية قادرة على عمليات التخطيط والتنفيذ ووضع الخطط التنموية الخاصة بالمجتمع المحلي وتنفيذ المشاريع الخاصة بها. وأيضاً تبسيط الإجراءات لتأمين الخدمات للمواطنين عن طريق إنشاء مراكز خدمة للمواطن تختص بمنح الرخص والخدمات والرعاية كافة.
الوزارة مسؤولة أيضا عن وضع السياسة العامة والخطط اللازمة لحماية البيئة وتنميتها.
أُحدثت الوزارة بشكلها الحالي عام 2016 بموجب مرسوم جمهوري بدمج كلا من وزارة الإدارة المحلية ووزارة الدولة لشؤون البيئة. ويديرها المهندس حسين مخلوف
 منذ 31 تموز 2016

## لمحة تاريخية
يعود تاريخ وزارة الإدارة المحلية إلى أول حكومة في عهد حافظ الأسد وبدأ هذا المشوار جبر الكفري في آذار عام 1972. استمرت الوزارة على حالها حتى نهاية عام 2001 عندما ضُمت إليها وزارة الدولة لشؤون البيئة وأوكلت إلى المهندس هلال الأطرش.
المرسوم التشريعي 64 لعام 2004 قضى بأن
تحل عبارة وزارة الإدارة المحلية والبيئة محل وزارة الإسكان والتعمير. ونصت المادة الثالثة من المرسوم على أن «يعتبر العاملون في وزارة الإسكان والتعمير القائمون على رأس العمل في مديريتي التخطيط العمراني والطبوغرافيا منقولين حكماً إلى وزارة الإدارة المحلية والبيئة...».
في نيسان 2009 صدر المرسوم رقم 25 القاضي بفصل الوزارة وإحداث وزارة الدولة لشؤون البيئة تتولى المهام والاختصاصات التي كانت تتولاها وزارة الإدارة المحلية والبيئة بموجب التشريعات والأنظمة النافذة فيما يتعلق بشؤون البيئة. وعُدلت تسمية وزارة الإدارة المحلية والبيئة لتصبح وزارة الإدارة المحلية
من جديد صدر في 31 تموز 2016 القانون رقم 18 القاضي بإحداث وزارة باسم وزارة الإدارة المحلية والبيئة.
وفيما يلي نص القانون:
- المادة/1/: يحدث في الجمهورية العربية السورية وزارة باسم “وزارة الإدارة المحلية والبيئة”.
- المادة/2/: تحل عبارة “وزارة الإدارة المحلية والبيئة” محل عبارتي “وزارة الإدارة المحلية” و”وزارة الدولة لشؤون البيئة” كما تحل عبارة “وزير الإدارة المحلية والبيئة” محل عبارتي “وزير الإدارة المحلية” و “وزير الدولة لشؤون البيئة” وذلك أينما وردت في النصوص التشريعية والتنظيمية النافذة.
- المادة/3/: تتولى وزارة الإدارة المحلية والبيئة المهام والاختصاصات التي كانت تتولاها كل من وزارة الإدارة المحلية ووزارة الدولة لشؤون البيئة بموجب التشريعات والأنظمة النافذة وتؤول إليها أموال وحقوق وإلتزامات الوزارتين المذكورتين.
- المادة/4/: ترتبط الجهات العامة التي كانت مرتبطة بالوزارتين المذكورتين في المادة/2/ من هذا القانون بوزارة الإدارة المحلية والبيئة.
- المادة/5/: يعد ملاك كل من وزارتي الإدارة المحلية ووزارة الدولة لشؤون البيئة ملاكا موحدا لوزارة الإدارة المحلية والبيئة ويتولى وزير الإدارة المحلية والبيئة توزيع العاملين الدائمين في الوزارتين المذكورتين على وظائف الملاك الموحد ويحتفظ كل منهم بأجره وقدمه المؤهل للترفيع ويستمر العاملون المؤقتون والموسميون والوكلاء والمتعاقدون في الوزارتين المشار إليهما بنفس أوضاعهم وأجورهم في الوزارة المحدثة.
- المادة/6/: يخول وزير المالية بالاتفاق مع وزير الإدارة المحلية والبيئة توحيد الاعتمادات والإيرادات غير المنفذة في وزارة الإدارة المحلية ووزارة الدولة لشؤون البيئة المحددة في الموازنة العامة للدولة لعام 2016 تحت اسم اعتمادات وإيرادات وزارة الإدارة المحلية والبيئة.
- المادة/7/: يصدر وزير الإدارة المحلية والبيئة التعليمات اللازمة لتنفيذ أحكام هذا القانون بالاتفاق مع وزير المالية.
- المادة/8/: تلغى الأحكام المخالفة لهذا القانون.
- المادة/9/: ينشر هذا القانون في الجريدة الرسمية.

## الهيكل التنظيمي

### مديريات الوزارة[6]
- مديرية مكتب الوزير
- مكتب معاون الوزير
- مديرية المؤسسات والشركات
- مديرية الصحافة والإعلام
- مديرية الشؤون الإدارية
- مديرية التخطيط والإحصاء
- مديرية شؤون المجالس المحلية
- مديرية شؤون العاملين
- مديرية الشؤون المالية
- الدائرة القانونية
- دائرة الدراسات والعقود
- مديرية الرقابة الداخلية
- مديرية التنمية الإدارية
- مديرية شؤون الإطفاء والكوارث
- مهام مديرية المعلوماتية
- مديرية الشؤون الفنية
- مديرية المتابعة والشكاوي
- مديرية النظم الخدمية والمخططات
- مديرية الأليات
- مديرية الشؤون العقارية
- مديرية التعاون الدولي
- الدائرة الفنية

### مديريات البيئة[7]
- مديرية الطاقات المتجددة والإنتاج الأنظف
- مديرية سلامة المياه
- مديرية التوعية البيئية
- مديرية سلامة الغلاف الجوي
- مديرية التنوع الحيوي والأراضي والمحميات
- مديرية تقييم الأثر البيئي
- مديرية البحوث البيئية
- مديرية السلامة الكيميائية

### جهات تابعة
- المديرية العامة للمصالح العقارية
- المدن الصناعية
- شركات النقل الداخلي
- مراكز خدمة المواطن
- لجنة إعادة الإعمار
- لجنة الإغاثة

## قائمة الوزراء
| الاسم                        | فترة الولاية         | فترة الولاية         | الحكومة                                                                           |                      |                      |
| وزير الإدارة المحلية         | وزير الإدارة المحلية | وزير الإدارة المحلية | وزير الإدارة المحلية                                                              | وزير الإدارة المحلية | وزير الإدارة المحلية |
| ---------------------------- | -------------------- | -------------------- | --------------------------------------------------------------------------------- | -------------------- | -------------------- |
| جبر الكفري                   | 22 آذار 1972         | 23 كانون الأول 1972  | حكومة عبد الرحمن خليفاوي الأولى                                                   |                      |                      |
| أديب ملحم                    | 23 كانون الأول 1972  | 7 آب 1976            | حكومة محمود الأيوبي                                                               |                      |                      |
| طه الخيرات                   | 7 آب 1976            | 14 كانون الثاني 1980 | حكومة عبد الرحمن خليفاوي الثانية حكومة محمد علي الحلبي                            |                      |                      |
| عدنان دباغ                   | 14 كانون الثاني 1980 | 11 آذار 1984         | حكومة عبد الرؤوف الكسم الأولى                                                     |                      |                      |
| عبد الكريم زهور عدي          | 11 آذار 1984         | 8 نيسان 1985         | حكومة عبد الرؤوف الكسم الثانية                                                    |                      |                      |
| محمد حربا                    | 8 نيسان 1985         | 1 تشرين الثاني 1987  | حكومة عبد الرؤوف الكسم الثالثة                                                    |                      |                      |
| أحمد دياب                    | 1 تشرين الثاني 1987  | 29 حزيران 1992       | حكومة محمود الزعبي الأولى                                                         |                      |                      |
| يحيى أبو عسلي                | 29 حزيران 1992       | 13 آذار 2000         | حكومة محمود الزعبي الثانية                                                        |                      |                      |
| سلام الياسين                 | 13 آذار 2000         | 13 كانون الأول 2001  | حكومة مصطفى ميرو الأولى                                                           |                      |                      |
| وزير الإدارة المحلية والبيئة |                      |                      |                                                                                   |                      |                      |
| هلال الأطرش                  | 13 كانون الأول 2001  | 23 نيسان 2009        | حكومة مصطفى ميرو الثانية حكومة محمد ناجي العطري                                   |                      |                      |
| وزير الإدارة المحلية         |                      |                      |                                                                                   |                      |                      |
| تامر الحجة                   | 23 نيسان 2009        | 14 نيسان 2011        | حكومة محمد ناجي العطري                                                            |                      |                      |
| عمر إبراهيم غلاونجي          | 14 نيسان 2011        | 22 حزيران 2016       | حكومة عادل سفر حكومة رياض حجاب حكومة وائل الحلقي الأولى حكومة وائل الحلقي الثانية |                      |                      |
| حسين جميل مخلوف              | 22 حزيران 2016       | 31 تموز 2016         | حكومة عماد خميس                                                                   |                      |                      |
| وزير الإدارة المحلية والبيئة |                      |                      |                                                                                   |                      |                      |
| حسين جميل مخلوف              | 31 تموز 2016         | في المنصب            | حكومة عماد خميس حكومة حسين عرنوس الأولى حكومة حسين عرنوس الثانية                  |                      |                      |

### وزراء الدولة لشؤون البيئة
| عبد الحميد منجد  | 1 تشرين الثاني 1987 | 13 آذار 2000        | حكومة محمود الزعبي الأولى حكومة محمود الزعبي الثانية               |
| فاروق العادلي    | 13 آذار 2000        | 13 كانون الأول 2001 | حكومة مصطفى ميرو الأولى                                            |
| عدنان خزام       | 13 كانون الأول 2001 | 18 أيلول 2003       | حكومة مصطفى ميرو الثانية                                           |
| كوكب الصباح داية | 23 نيسان 2009       | 23 حزيران 2012      | حكومة محمد ناجي العطري حكومة عادل سفر                              |
| نظيرة فرح سركيس  | 23 حزيران 2012      | 3 تموز 2016         | حكومة رياض حجاب حكومة وائل الحلقي الأولى حكومة وائل الحلقي الثانية |

## روابط خارجية
- الموقع الرسمي للوزارة
- مجلس الوزراء السوري
- وزارات الدولة على بوابة الحكومة الإلكترونية السورية
- الوزارات والهيئات الحكومية على موقع مجلس الشعب السوري
- المرسوم التشريعي 107 لعام 2011 قانون الإدارة المحلية